# Рафал Яхимович
Рафал Яхимович (Раполас Якімавічюс, біл. Рафал Яхімовіч; пол. Rafał Jachimowicz; лит. Rapolas Jakimavičius; 20 жовтня 1893, Вільно — 19 лютого 1961, Вільнюс) — литовський і білоруський художник та скульптор.

## Біографія
Народився в 1893 році. У 1913—1914 роках Рафал навчався в школі малювання І. П. Трутнєва, в 1915—1919 роках займався в студії скульптури Антонія Вівульського, потім, у 1919—1922 і 1923—1926 роках навчався на відділенні образотворчих мистецтв Університету Стефана Баторія, де його наставником був Болеслав Балзукевич.
У 1922—1923 роках навчався в Академії образотворчих мистецтв у Кракові (у Константи Лящки). Удосконалював свої вміння в Парижі (1925) та Італії (1927).
У 1915—1919 роках працював викладачем у Віленському ремісничому училищі, а після Другої світової війни — у Вільнюському художньому інституті (1944—1961, нині Вільнюська художня академія), з 1947 року — доцент.

## Творчість
Починаючи з 1916 року, Рафал Яхимович брав активну участь у мистецьких виставках. Створив скульптурні композиції «Смерть Ікара» (1919), «Каріатида» (1922), «Бій з кентавром» (1925). Автор скульптурних портретів Владислава Сирокомлі (1930), Тадеуша Врублевського (1930), Пятраса Вайчунаса (1931), Вінцаса Креве-Міцкявічюса (1941), Еугенії Тауткайте (1960).
У 1930 році у вільнюському костелі святого Миколая був встановлений бюст великого князя литовського Вітовта, виготовлений з бронзи, авторства Рафала Яхимовича. Брав участь у створенні Пам'ятника 1200 гвардійцям у Калінінграді (1945). У Вільнюсі був встановлений пам'ятник актору і диригенту Борису Даугуветісу з бюстом роботи Яхимовича (1960).
Автор кількох надгробних пам'ятників на кладовищі Расу (на могилі Тадеуша Врублевського, 1930 й ін.). Створив кілька статуй для костелів Вільнюса. У вільнюському Кафедральному соборі святих Станіслава і Владислава встановлено бюст Йонаса Басанавічюса (1943).